# Nobita Nobi
Nobita Nobi (野比 のび太) (Noby en Estados Unidos) es uno de los personajes principales y co-protagonista del manga y anime Doraemon. Es un chico de unos 10 a 11 años de edad nacido en Tokio, Japón. Proviene de una familia de clase media y sus padres son Nobisuke Nobi y Tamako Nobi. Se caracteriza por ser un personaje con dificultades en el colegio, poco inteligente y que suele ser castigado por sus profesores y padres ya que suspende sus exámenes. Doraemon, un gato robot cósmico del futuro le ayudará con sus problemas diarios a través de aparatos futuristas que saca de su bolsillo mágico.
Sus dobladores de voz fueron Yoshito Ota en 1973, Noriko Ohara de 1979 a 2005 y finalmente Megumi Ohara a partir de 2005.

## Creación y concepción
Doraemon es uno de los anime más conocidos del mundo. Este fue llevado a televisión primero en 1973 sin mucho éxito, y de nuevo en 1979, ininterrumpidamente hasta 2005. Esta segunda serie, con éxito internacionales fue retrasmitido por primera vez en España en 1994. Desde entonces, nunca se dejó de retrasmitir ni en España ni en Ecuador. Sus creadores fueron el dúo Fujiko F. Fujio (藤子不二雄) y la trama principal cuenta la historia de Nobita Nobi, un chico con problemas de adaptación y dificultades en los estudios que encuentra a Doraemon, un gato cósmico llegado del futuro y con el cual resolverá sus problemas del día a día través de su bolsillo mágico de donde saca artilugios futuristas mágicos.

## Historia

### Cuando era niño
Según el anime de 2005 nació el 7 de agosto de 1999, Es hijo único de una familia de clase media, tiene unos 10 años y sus padres son Nobisuke Nobi y Tamako Nobi.

### Cuando ya es grande
Nobita se casará con Shizuka Minamoto y tendrán un hijo llamado Nobisuke Nobi y este tendrá un hijo llamado Nobishi Nobi que tuvo a Sewanobi Nobi; Padre de Sewashi Nobi Luego Sewashi Nobi ("Tataranieto" de Nobita Nobi), quien tendrá un gato robot llamado Doraemon lo enviará al pasado para ayudar a Nobita con los problemas que sufre en la vida cotidiana.

## Apariencia
Es un niño de estatura mediana con piel clara. Usa generalmente una camiseta amarilla y pantalón azul marino. Aparece con el pelo de color castaño oscuro en los capítulos de 1979 pero en la mayoría de temporadas el pelo de Nobita es negro y lacio y ojos negros y grandes gafas redondas.

## Personalidad
Es amable y sensible, pero es malo para los estudios y los deportes, tiene muchos defectos y es atormentado por dos compañeros de clase, Takeshi Goda (también conocido como Gigante) y Suneo Honekawa. Doraemon siempre le presta inventos del futuro que supuestamente han sido diseñados para resolver problemas serios, pero Nobita acaba usándolos para su propio regocijo y al final no salen los planes como él espera o también ocurre que sus "amigos" le quitan el aparato. También tiene problemas con su madre ya que esta es una ama de casa histérica (mujer sargento) que siempre le está gritando y su profesor que siempre lo regaña por sus malas notas. Si bien Nobita es bastante miedoso, en más de un episodio ha arriesgado su vida por ayudar a los otros o salvar a una civilización. Considera a Hidetoshi Dekisugi su rival debido a que ambos están enamorados de Shizuka, aunque este es bueno con él. También es bastante ingenuo, como cuando en un episodio cuando viajó al pasado queriendo quedarse, porque pensaba que como no había colegio la vida sería mucho más fácil, pero descubrió que se equivocaba, y de nuevo quiso ayudar a quienes le habían enseñado aquella lección.

## Familia y amigos

### Familia
- Tamako Nobi (o Señora Nobi): madre de Nobita, tiene 38 años y está casada con Nobisuke. Es una mujer exigente, con mal carácter y horrible. Se pasa el día mandándole recados a su hijo. Curiosamente siempre regaña a Nobita por sus calificaciones y por cosas pequeñas, pero ella cuando era una niña también recibía muy malas notas. Tiene un hermano menor llamado Tamao.

- Nobisuke Nobi (o Señor Nobi): es el padre de Nobita, de 39 años, es un hombre trabajador y ocupado, pero a la vez descuidado, desidioso y menos estricto que su esposa (suele olvidarse el trabajo en casa).
- Shizuka Minamoto: Futura esposa.
- Nobisuke Nobi: Futuro hijo.

### Amigos
- Shizuka Minamoto: el único personaje principal femenino que aparece en la serie. Nobita está totalmente enamorado de ella. Shizuka es una chica responsable, inteligente, sensible y con grandes dotes artísticas. Nobita no es el único que está enamorado de ella, Dekisugi también.

- Takeshi Goda: un chico duro y bruto que pasa el día molestando a Nobita y amenazándole junto a su amigo Suneo. Le gusta leer cómics y cantar. Aunque su gran pasión es la música, lo hace realmente pésimo y obliga al resto de los niños a escucharle porque si no les amenaza con pegar. Aunque es muy bruto, es un gran amigo y tiene un gran corazón.

- Suneo Honekawa: es amigo de Nobita, pero es mejor amigo de Gigante, ya que la mayoría de las veces pasa el día con él molestando a Nobita, pero esto es una fachada para evitar ser otra de las víctimas del matón. Viene de una familia adinerada y no duda en presumir de sus bienes. Es un chico bastante mentiroso y suele hacer caso a Gigante en todo lo que le ordena.
- Hidetoshi Dekisugi: es amigo de Nobita, y él suele tenerle celos en ocasiones cuando está con Shizuka, pero en realidad Dekisugi no quiere un interés romántico con ella. Solo la ve como una amiga, él ve a todos con buenos ojos ya que es un chico amable, educado, inteligente, muy estudioso y además es admirado por todos, él no ve a Nobita con malos ojos, lo acepta tal como es.

- Doraemon: el gato cósmico protagonista. Es un robot con apariencia de gato que viene del siglo XXII, enviado por los descendientes de Nobita para ayudarle. Nació el 3 de septiembre de 2112 en una fábrica de robots. Tiene una hermana llamada Dorami.

## Relación entre los personajes

### Shizuka y Nobita
Nobita tenia a Shizuka como una gran amiga de la infancia, pero lo que en realidad siente por ella es amor desde el principio. Él siempre ha tratado de conquistarla con los aparatos mágicos de Doraemon. Shizuka comienza siendo una amiga para él, pero con el tiempo se enamora de este en secreto (en la película Tres Muskeeter, Shizuka soñó que era la princesa Shizuka, se casa con Nobita, que soñó que era Silver Knight Nobitania). Nobita finalmente se casa con Shizuka y tienen un hijo llamado Nobisuke. Estaba destinado a casarse con Jaiko Goda, y a tener mala suerte en todo lo que hace, perjudicando a sus seres queridos, pero Doraemon vino al pasado para cambiar su destino.